# Субач (приток Большой Лоптюги)
Субач (устар. Суббач) — река в России, протекает по Республике Коми. Устье реки находится в 91 км по правому берегу реки Большая Лоптюга. Длина реки составляет 36 км.

## Данные водного реестра
По данным государственного водного реестра России относится к Двинско-Печорскому бассейновому округу, водохозяйственный участок реки — Мезень от истока до водомерного поста у деревни Малонисогорская. Речной бассейн реки — Мезень.
Код объекта в государственном водном реестре — 03030000112103000043896.